# Bernt Klokk
Bernt Klokk, född 1857, död 1901, var en norsk agronom. Han var far till Olav Klokk.
Klokk fick sin agronomutbildning vid Ås högre lantbruksskola och blev först amtsagronom, senare lantbruksskolföreståndare i Romsdals amt, och från 1896 föreståndare för Sten lantbruksskola i Fane, Søndre Bergenhus amt. Han innehade olika ledande poster i lantbruket och var bland annat medlem av den 1895 tillsatta parlamentariska lantbrukskommissionen för organisation av lantbruksundervisningen i Norge.